# Nisaopen
Nisaopen je mezinárodní florbalový turnaj pro hráče mladé nejen věkem, který se každoročně koná v Liberci. Původním záměrem zakladatele Vladimíra Ježka bylo, aby se turnaj konal pokaždé v jiném městě ležícím na řece Nisa.

## Historie
První ročník se uskutečnil v roce 2000 v hale Dukly Liberec.
Každým rokem se turnaj rozrůstá. Jak o počet družstev, tak o počet kategorií. Turnaj "putoval" po halách v Liberci (hala Kord, Slávie TU v Harcově, ZŠ Dobiášova, ZŠ Barvířská) i Turnově. Od roku 2013 je domovskou arénou Hala míčových sportů Městského stadionu v Liberci. Hřiště byla i na Svijanské aréně a od roku 2018 se pravidelně hraje v hokejové HomeCredit aréně.
V Hale míčových sportů pořadatelé pro kategorie hrané systémem 3+1 postaví 7 hřišť, pro systém 5+1 3 hřiště. Podle počtu přihlášených týmu pak přibývají hřiště v dalších halách.
Prvního ročníku se účastnilo 18 týmů v kategoriích GU19 (juniorky), straší žáci a mladší žáci. V chlapeckých kategoriích zvítězily týmy SSK Future, dívčí kategorii vyhrály Květy Moravy.
Prvního ročníku se zúčastnilo dívčí družstvo z Německa - výběr Sachsen Anhalt.
V roce 2014 se turnaje poprvé zúčastnili neslyšící florbalisté v kategorii muži a ženy.